# Doorgaan
Doorgaan is een single van André van Duin.
De A-kant Doorgaan is een parodie op We zullen doorgaan, geschreven en gezongen door Ramses Shaffy. Rick Beekman gaf leiding aan koor en orkest. Het verscheen destijds niet op een album.
André van Duin schreef zelf een nieuwe tekst bij de muziek. Vanwege de herhalingen waarmee Shaffy de coupletten eindigde, speelde Van Duins versie hier ook op in. Hij zou onder andere 'doorgaan / tot we aan het gaatje zijn' (midden in de single). De uitdrukking tot aan het gaatje gaan komt hiervandaan.
Er werd een videoclip in Egmond aan Zee geschoten voor het televisieprogramma Op losse groeven. Van Duin ging daarin als dirigent op een soort pieremachochel ten onder in de golven maar kwam halverwege de clip weer boven en dirigeerde daarna op het strand een koor bestaande uit vertegenwoordigers van verschillende beroepsgroepen zoals een politieagent, een brandweerman, een kok, een serveerster en een verpleegster. Het programma werd trouwens genoemd in het lied ("ik wil in losse groeven staan"). Aan het eind van het lied komen er allerlei absurde zinnen voor om maar te kunnen rijmen zoals "Tante Leen, Johnny Jordaan", een banaan heeft cellofaan en "Kunt U mij verstaan, mijn broer heeft een hijskraan".
De B-kant, Daer was laetst een boer, werd geschreven door Harry Bannink en Eli Asser. Zij schreven het origineel voor Hetty Blok in 1969. Van Duin zong het in 1975 met een kinderkoor. Dit liedje kwam van het album 14 Brandnieuwe van André van Duin uit 1974. Het werd tevens uitgegeven op Zing mee met André, een verzameling kinderliedjes.
Zowel A- als B-kant werd geproduceerd door Bert Schouten. Beide arrangementen waren van Ferry Wienneke.

## Hitnotering

### Nederlandse Top 40
| Positie: | 16 | 8 | 9 | 13 | 28 | 40 | uit |

### NederlandseNationale Hitparade
| Positie: | 21 | 6 | 10 | 26 | uit |

### NPO Radio 2 Top 2000
Doorgaan stond alleen in 2004 in de NPO Radio 2 Top 2000, op plek 1586.